# 山守村
山守村（やまもりそん）は、鳥取県東伯郡にあった村。現在の倉吉市の一部にあたる。

## 地理
小鴨川の上流域、蒜山・皆ケ山・象山の山脈の北麓に位置していた。
- 河川：清水川[3]、金谷川[4]、小泉川[5]、福原川[6]

## 歴史
- 1889年（明治22年）10月1日、町村制の施行により、久米郡堀村、今西村、明高村、福原村、小泉村、米富村、野添村が合併して村制施行し、山守村が発足[1][2]。旧村名を継承した堀、今西、明高、福原、小泉、米富、野添の7大字を編成[2]。
- 1896年（明治29年）4月1日、郡の統合により東伯郡に所属[2]。
- 1931年（昭和6年）大字堀に山守郵便局開設[2][3]。
- 1933年（昭和8年）大字明高に村営発電所（のち中国電力山守発電所）を設置し電力供給開始[2][5]。
- 1953年（昭和28年）4月1日、東伯郡矢送村、南谷村と合併し、町制施行し関金町を新設して廃止された[1][2]。合併後、関金町大字堀・今西・明高・福原・小泉・米富・野添となる[2]。

## 産業
- 農業、林業[2]
- 産物：ワサビ（山守わさび）[7]

## 交通

### 乗合バス
- 1935年（昭和10年）鳥取県道・岡山県道倉吉江府線（鳥取県道・岡山県道7号江府中和用瀬線 → 国道482号の前身）倉吉 – 堀間のバス路線開設[2]。

## 教育
- 1873年（明治6年）堀村小学校開校[3]。1892年（明治24年）大字堀に山守尋常小学校開校[2][3]。1941年（昭和16年）山守国民学校を経て1947年（昭和22年）山守小学校に改称[3]。（のち倉吉市立山守小学校）